# 1893-as műkorcsolya- és jégtánc-Európa-bajnokság
Az 1893-as műkorcsolya- és jégtánc-Európa-bajnokság volt a verseny harmadik kiírása. A versenyt 1893. január 21-én és 22-én rendezték meg a németországi Berlinben. 

Az eredményt az 1895-ös ISU (Nemzetközi Korcsolya Szövetség) kongresszusán érvénytelenítették.

## Végeredmény
| # | Név                  | Ország                   | Pontok |
| - | -------------------- | ------------------------ | ------ |
| 1 | Eduard Engelmann Jr. | Osztrák–Magyar Monarchia | 11     |
| 2 | Henning Grenander    | Svédország               | 16     |
| 3 | Georg Zachariades    | Osztrák–Magyar Monarchia | 21     |
| 4 | Földváry Tibor       | Magyarország             | 25     |
| 5 | Carl Sage            | Osztrák–Magyar Monarchia | 35     |
| 6 | Franz Zilly          | Német Birodalom          | 39     |
| 7 | Fritz Hellmund       | Német Birodalom          | 49     |
| 8 | Johan Lefstad        | Norvégia                 | 53     |

## Bírók
| - L. von Stuller - K. von Schlemmer - A. Keidel - H. Wendt | - Carl Fillunger - E. Savor - H. Cederström |